# Божишково (Куявсько-Поморське воєводство)
Божишково (пол. Borzyszkowo) — село в Польщі, у гміні Венцборк Семполенського повіту Куявсько-Поморського воєводства.
Населення — 140 осіб (2011).
У 1975-1998 роках село належало до Бидгощського воєводства.

## Демографія
Демографічна структура станом на 31 березня 2011 року:
|          | Загалом | Допрацездатний вік | Працездатний вік | Постпрацездатний вік |
| -------- | ------- | ------------------ | ---------------- | -------------------- |
| Чоловіки | 67      | 16                 | 43               | 8                    |
| Жінки    | 73      | 13                 | 39               | 21                   |
| Разом    | 140     | 29                 | 82               | 29                   |